# Alecs Recher
Alecs Recher (18 de noviembre de 1975, Zúrich) es un político suizo, actualmente consejero comunal en el cantón de Zúrich por la Lista Alternativa.
Nació como mujer con el nombre de Anja pero en septiembre de 2008 declaró ante los medios de comunicación que había comenzado un tratamiento con hormonas para un posterior cambio de sexo definitivo. Igualmente, el 10 de septiembre lo comunicó a sus compañeros en el parlamento comunal, pidiéndoles que a partir de ese momento le considerasen un varón.
En su programa político aboga por la igualdad de sexos y por defender a los colectivos más desfavorecidos.